# Aéroport de Hawarden
Pour les articles homonymes, voir CEG.
L'aéroport de Hawarden (gallois : Maes Awyr Penarlâg ; anglais : Hawarden Airport, code IATA : CEG • code OACI : EGNR, est un aéroport gallois situé à Hawarden/Penarlâg, sur la limite administrative entre le Pays de Galles et l'Angleterre. L'aéroport a été un site important pour la production aéronautique britannique depuis la Seconde Guerre mondiale.
Aujourd'hui, Airbus UK est le propriétaire de l'aéroport et a une usine de production importante à l'aéroport. Tous les autres pilotes doivent être préalablement autorisés avant d'y atterrir.

## En graphique
Pour des raisons techniques, il est temporairement impossible d'afficher le graphique qui aurait dû être présenté ici.

Voir la requête brute et les sources sur Wikidata.